# Timberline Lodge
Timberline Lodge es un alojamiento de montaña en la ladera sur del Monte Hood en Oregón, a unos 100 km al este de Portland, Oregón, en Estados Unidos. Fue construido entre 1936 y 1938 por la Works Progress Administration, siendo construido y decorado por artesanos de la zona durante la Gran Depresión. 
Este Bien Histórico Nacional se encuentra a una altitud de 2000 m s. n. m., en el Bosque Nacional del Monte Hood y se accede por la Carretera Escénica del Monte Hood. Timberline Lodge es propiedad del gobierno de Estados Unidos, y es operado en forma privada, siendo una atracción turística popular que es vistada por unos dos millones de visitantes todos los años.
La fachada del hotel se utilizó para rodar los exteriores de la película El Resplandor. El laberinto no aparece en las tomas aéreas porque en realidad no existe. Los interiores fueron recreaciones de otros hoteles.